# 염신약
염신약(廉信若, 1118년~1192년 12월 6일(음력 10월 30일))은 고려의 문신이다. 본관은 봉성(峯城). 자는 공가(公可), 시호는 효문(孝文)이다. 최루백과는 처남 매부 사이이다.

## 생애[3]
6세조는 고려 태조 때 삼한공신(三韓功臣)으로 사도(司徒)를 지낸 염형명(廉邢明)이고, 현조(玄祖)는 군기승(軍器丞) 염위(廉位)이며, 고조부는 병마사(兵馬使) 염가칭(廉可偁), 증조부는 우보궐(右補闕) 염현(廉顯), 조부는 병부상서 염한(廉漢)이다. 태부소경(太府少卿)을 지낸 염덕방(廉德方)의 넷째 아들로 태어났다.
고려 인종(仁宗) 때 과거에 급제하여 광주장서기(廣州掌書記)로 발탁되자 바르고 공정하게 공무에 충실하였다. 부친상을 당하자 3년간 시묘(侍墓)하여 효자정문(孝子旌門)이 세워졌고, 첨사부녹사(僉事府錄事)가 되었다.
1170년 명종(明宗)이 즉위하자 잠저(潛邸) 때의 옛 은혜를 생각하여 특별히 그를 국자감좨주(國子監祭酒)· 한림시강학사(國子祭酒 翰林侍講學士)에 임명하였다가 판대부사(判大府事)로 전임(轉任)시켰다. 과거를 주관하면서 이름난 선비를 많이 선발하였기에 왕이 더욱 그를 존중하였다.
염신약의 토지가 봉성(峯城)에 있었는데, 정중부(鄭仲夫)가 빼앗았다가 얼마 후에 돌려주자, 염신약이 노비를 보내어 수확을 하였는데, 정중부의 가노(家奴)가 보고서 빼앗으려 하다가 서로 싸움이 벌어졌다. 정중부가 염신약의 노비를 잡아다가 가구옥(街衢獄)에 회부하여 죽이고서는 중방(重房)을 시켜 그를 탄핵하게 하니 왕이 어쩔 수 없이 염신약을 파직하였다.
1178년에 서북면병마사(西北面兵馬使)가 되어서는 조위총(趙位寵)이 허위사실을 풀어 금나라에 지원을 요청한 데 대하여 그것이 거짓임을 밝히고 조위총의 사자로 금나라에 갔던 자를 영청현(永淸縣)에서 잡아 죽였다.
1179년 이부상서(吏部尙書)가 되었고, 1183년에 추밀원부사(樞密院副使) 한림학사 승지(翰林學士承旨)가 되었으며, 여러 차례 승진하여 정당문학(政堂文學)·예부상서(禮部尙書)까지 이르렀다가, 곧 치사(致仕)하였다.
1192년(명종 22년)에 죽으니 나이는 75세였으며, 시호(諡號)는 효문(孝文)이다.
염신약은 키는 작았어도 담력이 컸으므로 사람들이 제(齊)나라의 안영(晏嬰)에 비유하였다. 왕에게 부절(符節)을 나누어 받고 형벌을 내리고 군대를 지휘하는데, 가는 곳마다 명성과 치적이 있었다. 총명하고 재치가 있었으며 책을 많이 읽었고 기억력도 좋았다[博覽强記]. 더구나 범엽(范曄)의 《후한서》(後漢書)에 정통하였으며, 당대 뛰어난 문장과 저작들이 그의 손에서 많이 나왔다.

## 전기 자료
- 《고려사》 권99, 〈열전〉12, 염신약

## 염신약이 등장한 드라마
- 《무인시대》(KBS 드라마, 2003년~2004년) 염신약 역 배우 : 정운용